# Llengües del baix Cross
Les llengües del baix Cross (o ibibioid) és una branca lingüística de les llengües Delta Cross, de la família lingüística de les llengües Benué-Congo.
L'obolo (200.000 parlants) i les llengües ibibio-efik (4 milions) són les que en tenen més parlants. Les llengües del baix Cross es parlen majoritàriament al sud-est de Nigèria

## Classificació
Aquestes llengües són un grup de llengües estretament emparentades amb les llengües ibibio-efik, que tenen uns quatre milions de parlants, a més de la llengua divergent, obolo que té uns 200.000 parlants.
Les llengües del baix Cross es poden dividir:
- Obolo
- Llengües del baix Cross pròpiament dites (ibibioid): llengües ibibio-efik, ibino, okobo, iko, ebughu, ilue, Enwang-Uda i Usaghade.

Forde and Jones (1950) van considerar l'ibino i l'oro com llengües ibibio-efiks.

## Comparació lèxica
Els numerals per a les diferents llengües del baix Cross són:
| GLOSA | Ebughu    | Efai     | Ibibio-Efik | Ibibio-Efik | Ibibio-Efik | Usaghade | Obolo     | PROTO- Baj. CROSS |
| GLOSA | Ebughu    | Efai     | Anaang      | Efik        | Ibibio      | Usaghade | Obolo     | PROTO- Baj. CROSS |
| ----- | --------- | -------- | ----------- | ----------- | ----------- | -------- | --------- | ----------------- |
| '1'   | sɪ̀ŋ       | sɪ̀ŋ      | kèːd        | kíét        | kèːd        | ʧɛ̀n      | gê        | *ke-ɗĩ~ *ke-nĩ    |
| '2'   | ìbà       | ìbà      | ìbà         | íbá         | ìbà         | m̀bà      | íbà       | *-ba              |
| '3'   | ìtɛ́       | ìtɛ́      | ìtá         | ítá         | ìtá         | ǹtá      | ítá       | *-tai             |
| '4'   | ìnìàŋ     | ìnìàŋ    | ìnàaŋ       | ínáŋ        | ìnàŋ        | ǹnìɔ̀ŋ    | ínî       | *-niaŋ            |
| '5'   | ìtîŋ      | ìtîŋ     | ìtièn       | ítíón       | ìtíòn       | ǹʧôn     | gò        | *-tiã             |
| '6'   | ìtíŋízìŋ  | ìtíɡɛ̀sìŋ | ìtiêkeèd    | ítíókíét    | ìtíòkèːd    | ǹʧéːkɛ̀n  | ɡʷèrèɡʷèn | *-tiã+kedĩ        |
| '7'   | ìtíŋábà   | ìtáŋìbà  | ìtiâbà      | ítíábá      | ìtíàbà      | ǹʧám̀bà   | ʤàːbà     | *-tiã-ba          |
| '8'   | ìdɪ́ńátɛ́   | ìtɔ́ŋ ìtɛ́ | ìtíâita     | ítíáitá     | ìtià-ìtá    | ǹʧáńtá   | ʤèːtá     | *-tiã-tai         |
| '9'   | ìtíŋáníàŋ | ùsúksìŋ  | ùsʉ́k-kèed   | úsúk-kíét   | ùsúkèːd     | ǹʧáǹnìàŋ | ónáːnɡê   | *5+4 *10-1        |
| '10'  | lùɡò      | dùɡù     | dùòb        | dúóp        | dùòp        | nùòp     | àkɔ̀p̚      | *-ɗu-ob           |